# Irish Open 1910
Die Irish Open 1910 waren die neunte Austragung dieser internationalen Meisterschaften von Irland im Badminton. Sie fanden Anfang Februar 1909 in Ball’s Bridge in Dublin statt. Bei dieser Auflage wurden nur vier Disziplinen ausgetragen, auf die Ausspielung des Dameneinzels wurde verzichtet.

## Finalergebnisse
| Disziplin    | Sieger                               | Finalist                              | Ergebnis          |
| ------------ | ------------------------------------ | ------------------------------------- | ----------------- |
| Herreneinzel | Frank Chesterton                     | George Alan Thomas*                   | 15-11, 15-6       |
| Herrendoppel | Frank Chesterton George Alan Thomas  | Arthur Cave W. F. Cave                | 15-4, 15-8        |
| Damendoppel  | Mary K. Bateman Margaret Larminie    | Catherine Trench Irene Hamilton       | 15-7, 13-15, 15-2 |
| Mixed        | George Alan Thomas Margaret Larminie | R. Davison Orr Lavinia Clara Radeglia | 15-9, 15-9        |

- Anmerkung: Massey listet W. F. Cave als Finalisten im Herreneinzel.